# Тайнствените златни градове
„Тайнствените златни градове“ е френско-японски анимационен сериал създаден от Fabulous Films Ltd Fremantle Media Fabuki Rocks CLT NHK през 1982 година. Сериалът се излъчва за пръв път във Франция с името „Les Mystérieuses Cités d'Or“. Японското заглавие е „Taiyō no ko Esteban“ (太陽の子エステバン), което значи „Естебан, детето на слънцето“. Ефир 2 излъчва сериала през 90-те години, а през 2005 повторението му е излъчено и по Диема 2.
Анимационният филм се състои от 39 епизода, всеки от тях с продължителност 30 минути. Героите са нарисувани в аниме стил, но въздействието на френския екип също може да бъде забелязано в по-меките форми на персонажите и липсата на някои преувеличени черти. Всеки епизод завършва с кратък документален филм, информиращ за различни исторически и технологични факти.
През септември 2012 година започва производство на 2 сезон на филма от French channel TF1, продукция на Blue Spirit Animatiaon.
През 2013 година е излъчен сезон 2 по French channel TF1.

## Сюжет
Внимание:  Текстът по-долу разкрива сюжета на произведението (или части от него)!
Историята на сериала е свободна адаптация на детския роман The King's Fifth от Скот О'Дел. Комбинация е от исторически събития и легенди от континентите Южна Америка, Северна Америка, велики географски и технологични открития, фантастични същества и технологии, изчезнали с континента Атлантида.
През 1532 година испанското сираче Естебан се отправя в търсене на един от седемте мистични златни градове, надявайки се там да намери баща си. В пътешествието го придружават Зия, момиче от племето на Инките, и Тао – последният оцелял от потъналата империя Хива – или по-известна като Лемурия, континент Му. По време на пътуването си героите откриват корабът Соларис, задвижван от слънчева енергия, огромната механична птица – Златен Кондор, като непрестанно са преследвани от алчните за богатства и злато водачи на Конкистадорите – Гаспар и Гомез.
Запознават се с цивилизациите на инки, маи, олмеки, амазонки и други народи.
През 2013 година стартира прожекцията на новия втори сезон на анимационния сериал, която е продължение на предходните 39 епизода.
В новите епизоди приключенията се пренасят през Испания до Китай, докато приятелите продължават търсенето на останалите шест златни града.
Трети сезон е излъчен през 2016 г.

## В България
Първоначално, сериалът е излъчен по Ефир 2 през 90-те години.
През 2005 г. повторението му е излъчено неколкократно по Диема 2.